# رابرت سایموندز
رابرت سایموندز (انگلیسی: Robert Simonds؛ زادهٔ ۱۹۶۴) تهیه‌کننده فیلم، بنیان‌گذار و رئیس شرکت فیلمسازی اس‌تی‌اکس انترتینمنت اهل ایالات متحده آمریکا است. وی از سال ۱۹۹۰ میلادی تاکنون مشغول فعالیت بوده است و دارایی خالص او ۸۰۰ میلیون دلار برآورد شده است.
از فیلم‌ها یا مجموعه‌های تلویزیونی که وی در آن‌ها نقش داشته است، می‌توان به جو دِرْت، دوجینش ارزان‌تر است، خواننده عروسی، این یعنی جنگ، پلنگ صورتی و پلنگ صورتی ۲ اشاره نمود.